# ハイデルン (KOF)
ハイデルン（Heidern）は、SNK（SNKプレイモア）の対戦型格闘ゲーム『ザ・キング・オブ・ファイターズ』シリーズに登場する架空の人物。

## キャラクター設定
ブラジルの非合法の傭兵部隊を率いる軍人であり、部隊にはラルフ、クラーク、レオナらが所属している。傭兵部隊の指揮隊長兼訓練教官だが階級は持たず、部下からは「教官」もしくは「隊長」と呼ばれている。
『ザ・キング・オブ・ファイターズ』（以下『KOF』と表記）シリーズの第一作である『KOF'94』（以下『'94』と表記）にて初登場。部下のラルフ、クラークとともに「怒チーム」を結成した。なお、『'94』の大会の主催者・ルガール・バーンシュタインは彼の右目を潰し、家族と部下を殺した張本人である。
続編の『KOF'95』（以下『'95』と表記）では、前回の闘いでルガールは自爆に巻き込まれ死亡したと思われていたが、「R」と書かれた招待状がハイデルンのもとへ届いたことでルガールの生存を確信。今度こそ決着をつけるため、ラルフ、クラークとともに再びチームを結成する。エンディングでは、ルガールは暗黒エネルギー（オロチの力）の暴走に耐え切れずに自滅したが、その暗黒の力を利用して何かを企む連中がいることを示唆した。
『KOF'96』以降は作戦指揮をとるためにKOFにプレイヤーキャラクターとして登場はしなかったが、デモには登場していた。ストーリーが存在しない『KOF'98』（以下『'98』と表記）には「おやじチーム」として登場。
『KOF2001』（以下『2001』と表記）では操作キャラクターとして復帰を果たす。
両親を亡くしたレオナを養女とし、暗殺術を伝授した。これはレオナ本人の意思によるもの。なおレオナの父ガイデルとは友人だった。
冷静かつ冷徹な性格で、待機中に味方が敗北した時、また自身の敗北後に味方が勝利したとき以外は全くの無反応で、『'98』のキャラクターインタビューでも非常に口数が少ない。またシナリオ上においては、何があっても冷静を貫いている。一方、レオナに対しては父親らしい優しさを見せる場面がある。
ルガールの息子であるアーデルハイドとは敵対関係であるが、父親絡みの私怨は無く、むしろお互い気の合う者同士である。しかしアーデルハイドは（本人の意思とは関係なく）ルガールの持っていた影響力や武器関係のパイプなどを受け継いでいると思われるため、彼を危険因子と見なさざるを得なくなったハイデルンは「次に会った時はお互い敵同士」と決別した。アーデルハイドの愛称は「ハイジ」であり、ハイデルンの亡き実娘である「クララ」とかけられている。
相手の体力を吸い取ったり、長距離を飛んでいくなど、人間離れした必殺技を持つが、それはルガールへの復讐のために暗殺術や気功といった類の厳しい修行の末に身に付けた能力である。『'94』の勝利画面では「我が手刀は大気中に真空を生む」と自ら語っている。
『'94』『'95』では全てのキャラクターの全ての通常技に名前が付けられているが、ハイデルンの場合、その全てが白兵戦用武器の名前となっている（「バルムンクインパルス」「エクスカリバー」「ドラゴンランスアタック」「ワームスレイヤー」など）。
なお、「ハイデルン」という名はコードネームであって、本名は不明。「ベヒシュタイン」という偽名を使っていたこともある。
出場作品においてはカーキ色の将校服が基本カラーだが、『'98』では夜戦仕様のダークブルーに変更されている。『KOF XIV』（以下『XIV』と表記）でも基本カラーはダークブルーであり、それまでのデザインを引き継ぎつつも上半身はウェットスーツのような身体に密着した衣装を着用しており、より活動的な印象に変更されている。

### 家族
『'94』大会開催の8年前、ルガールによって自身の傭兵部隊のエリート50人、そして妻のサンドラと娘のクララを殺害された。右眼に眼帯を装着しているのは、その時の闘いでルガールの攻撃を受けて潰されたためである。大切な物に家族の写真を挙げており、『'94』では対戦に勝利するとその写真を眺める。同作のエンディングでは家族の写真を宙へ放り投げ断ち切る場面があり、その写真には、左にハイデルン、右に妻サンドラ、そして中央には夫婦2人で囲むように娘のクララが写っている。
『'95』のエンディングでは後の処置を部隊に任せて基地に帰還する際に、サンドラとクララへ弔いの言葉を捧げている。
『KOF2003』の公式ストーリーではアーデルハイドと邂逅した際に、娘のクララがよくピアノを弾いていたことを語っている。

## ゲーム上の特徴
190cmを超える長身だが、移動速度は早い。当たり判定は大きいが、ダッシュ時は身が低く当たり判定も小さくなる。攻撃手段は基本は徒手空拳だが、攻撃に手刀を用いるため、斬り裂き攻撃によって相手の体から血が吹き出ることが多い。通常技はリーチが長いものが多く、遠距離立ち弱キックや遠距離立ち強キック、地上ふっとばし攻撃、発生が早いうえに弾道位置が高い飛び道具の「クロスカッター」は、相手への牽制手段として使える。必殺技は、「ストームブリンガー」を除いてタメコマンドであるため、とっさに出すことができないのが難点だが、性能は高い。斜めジャンプ強パンチは、攻撃判定が横方向に大きいため、地上の相手をめくる効果がある。レバーを下に入力しておけば、空中の相手と搗ち合ったときに空中投げが発動する場合もある。垂直ジャンプ強キックは2段攻撃であり、知らない相手には大きな効果を発揮し、地上での連続技につなげることも容易。
反面、キャンセル可能な通常技が少なく、無敵時間を持つ必殺技が「ファイナルブリンガー」のみで、「ストームブリンガー」の有効間合いが狭く、接近戦は苦手とする。相手との間合いを離して「クロスカッター」を撃ち、それを盾にしたり、牽制しながらこまめにパワーゲージを溜めて、パワーマックス状態にして戦うのが基本である。『'94』では対空迎撃に「ムーンスラッシャー」を特殊な当て方をすることで通常時の倍以上のダメージを与えることができる、「ストームブリンガー」で体力満タンの相手を一気にK.O.する、コンボ中に「ストームブリンガー」でダウンさせた相手に再び「ストームブリンガー」が入るなどのバグが多く存在し、総合的な攻撃力は高い。『'95』ではこれらのバグは大半が修正されたが、パワーマックス状態で発動できるようになったガードキャンセルを活用することで、相手に悉く反撃ができる。ジャンプ攻撃に対してガードキャンセルで出す「ムーンスラッシャー」や「ファイナルブリンガー」は、相手にとって脅威となる。
基本的に待ちを主体とした戦法が強いが、『'94』と『'95』では 「ネックローリング」 を移動手段として使い溜めながら接近しつつ、「ストームブリンガー」 で通常技をキャンセルして近接戦闘で固めるといった芸当も可能である。
『'98』では、通常技が全体的に一新され、キャンセル可能な技が増えたり、一部の技が別の技に流用されているものが存在する（遠距離立ち強キックが斜めジャンプ弱キックに、しゃがみ強パンチがしゃがみ弱パンチに変わった）。リーチが短くなった代わりにキャンセル可能になったしゃがみ強キックやしゃがみパンチ（弱強問わず）の使用頻度が増えた。近距離立ち強パンチは、『'95』までと同様に2段攻撃だが、モーションの変更に伴い、2段目もキャンセル可能になったことで（『'95』までは1段目のみキャンセル可能）、連続技に組み込みやすくなった。反面、必殺技は全体的に発生が遅くなり隙も大きくなったため、キャラクター性能は弱体化している。「クロスカッター」はモーションの変更とともに動作が遅くなったが、弾道が高くなり小・中ジャンプで飛び越えられることは少ないため、相手の接近を阻む手段として有効。新しく追加された超必殺技「ハイデルンエンド」は、連続技の威力を大幅に上げる技である。
『2001』では、必殺技がタメコマンドではなくなったことで、「クロスカッター」や「ムーンスラッシャー」をいつでも出すことができるようになった。加えて技の発生も早くなり、キャラクター性能は再び大きく向上している。特殊技の「シュターナルナゲール」からの連続技は、パワーゲージが無いときは「ムーンスラッシャー」で代用できるが、相手との間合いが開き過ぎていると、空振りに終わることがある。『KOF2002 UNLIMITED MATCH』（以下『2002UM』と表記）では必殺技がタメコマンドに戻っている。
動きは俊敏であるが、技の隙が大きいものも多いため、無闇に技を出すと自ら隙を晒して自滅につながるため、技を選んで堅実に立ち回る必要がある。

## 技の解説

### 通常技
技名が公表されている『'94』〜『'95』の名称のみ記載。
| 操作                                      | 立ち（近距離）         | 立ち（遠距離）         | しゃがみ             | 垂直ジャンプ                                          | 前方ジャンプ                                          | 後方ジャンプ                                          |
| ----------------------------------------- | ---------------------- | ---------------------- | -------------------- | ----------------------------------------------------- | ----------------------------------------------------- | ----------------------------------------------------- |
| 弱パンチ                                  | エルボーダガー         | サーベルチョップ       | アンデュリルチョップ | ジャンピングエルボーカッター                          | ジャンプニードル                                      | ジャンプニードル                                      |
| 強パンチ                                  | エクスカリバー         | バルムンクインパルス   | ムラサメチョップ     | ジャンピングダブルチョップ                            | フライングクロスチョップ                              | フライングクロスチョップ                              |
| 弱キック                                  | 金的蹴り               | バスタードキック       | ワームスレイヤー     | ソードオブダウン                                      | ※ジャンプひざ斬り                                     | ※ジャンプひざ斬り                                     |
| 強キック                                  | ダブルニークラブ       | ハルバートスラッシュ   | エストックスティング | トレイタードロップ                                    | ドラゴンランスアタック                                | ドラゴンランスアタック                                |
| 攻撃避け                                  | かわし                 | かわし                 | -                    | -                                                     | -                                                     | -                                                     |
| 『'94』：避け攻撃 『'95』：カウンター攻撃 | ハイデルンスプラッシュ | ハイデルンスプラッシュ | -                    | -                                                     | -                                                     | -                                                     |
| ふっ飛ばし攻撃                            | ぶっとばし             | ぶっとばし             | -                    | 『'94』：ドラゴンランスアタック 『'95』：サザンクロス | 『'94』：ドラゴンランスアタック 『'95』：サザンクロス | 『'94』：ドラゴンランスアタック 『'95』：サザンクロス |
| 投げ                                      | リードベルチャー       | -                      | -                    | ハイデルンインフェルノ                                | ハイデルンインフェルノ                                | ハイデルンインフェルノ                                |

※「ジャンプひざ蹴り」のタイプミスではなく「ジャンプひざ斬り」という名称の技である。

### 通常投げ・特殊技
リードベルチャー
相手を両手で掴んで高く持ち上げてから、自分の体を大きく反転させるようにして後方の地面に叩き付ける。『'98』以降は技の動作が大きく変更され、相手を正面に叩き付けた直後に手刀で斬り裂く。ダウン回避不可となっている。
バックスタビング
『'98』以降の強キックボタンでの通常投げ。相手の背後に一瞬で移動し、直後に手刀で斬り飛ばす。ダウン回避可能。
ハイデルンインフェルノ
空中の相手を捕えて片足で押さえ付け、そのまま相手の上に乗りかかるようにして地面に叩き落とす。『'95』までの空中投げ。
クリティカルドライブ
『'98』以降の空中投げ。空中で捕えた相手を抱き抱えて反転させ、頭から地面に叩き付ける。
シュターナルナゲール
『'98』にて追加された特殊技。前方へ踏み込みつつ、足を振り下ろす。2段攻撃のしゃがみガード不能技で、1段目が必殺技キャンセル可能。

### 必殺技
クロスカッター
両腕を正面で交差させつつ振り上げながら、前方へ真空の刃を撃ち放つ飛び道具。弾道位置が高く、タイミング次第で空中の相手を撃ち落とすこともできる。発射するまでが非常に早い代わりに、飛ばした後の硬直時間が長い。
『'95』では強の弾速が上がり、またコマンドの関係性からガードキャンセルで出しやすくなっている。
『'98』以降は、技の動作が全体的に遅くなったが、グラフィックの変化と共に弾道が高くなり小ジャンプや中ジャンプでは飛び越えにくくなった。リメイク版『KOF'98 ULTIMATE MATCH』（以下『'98UM』と表記）では発生が早くなり、硬直の長さも緩和された。
『2001』のみタメコマンドではなくなり浮かせ技となり、ヒット後に追撃も可能。『'98』よりも発生が早くなり、硬直時間も短くなった。
ムーンスラッシャー
手刀を下方向からすばやく振り回して満月のような軌道を描き、その軌道上に真空の刃を発生させて触れたものを斬り捨てる。動作速度は、『'94』では、強よりも弱の方が発生が早いが、『'95』では弱強ともに同じになった。攻撃判定の発生はとにかく早く、連続技に組み込むのが常套手段（対空迎撃に使おうとすると相打ちになることが多い）。攻撃後は、長い硬直時間が生じる。
『'94』では、通常ヒットすると1〜2割程度のダメージだが、カウンターヒットすると体力ゲージの半分以上のダメージを与えることがある（パワーMAX状態だと攻撃力が1.5倍になるので、カウンターヒット時には相手を一撃でKOに追い込むこともある）。ただし、跳ね上がるダメージはなぜか2P側よりも1P側の方が高い。
『'95』ではこの技でKOすると、次の相手に空振り抜きでストームブリンガー、ファイナルブリンガーのダメージが増加するというバグが存在した。
『'98』では発生が遅くなり、単発で出すリスクが更に高くなったが、以前の作品同様、連続技の締め技としての性能は高い。なお、リメイク版『'98UM』では発生が速くなった。
『2001』では出際に無敵時間が追加されて対空にも使えるようになり、さらにタメコマンドではないため、いつでも出すことが可能になり、立ち状態からの連続技にも組み込んで使うことができるなど、以前の作品より、使い勝手が格段に向上した。また、スーパーキャンセル対応技でもある（これは『2002UM』でも同様）。
『2002UM』ではタメコマンドに戻り、また、無敵時間が『'2001』より減少した。使い方は基本的には対空、しゃがみからの連続技の締めである。
ストームブリンガー
相手の体に手刀を突き刺して体力を一発ごとに奪っていき、体力が少しだけ自分に還元される（奪える体力数値は一定で、「ファイナルブリンガー」も同様）。コマンド投げ属性だが、有効間合いは幾分狭い。
『'94』での「ストームブリンガー」の初段は、その直前に出した技（ヒット、空振り問わず）と同じ性能を持つため、気絶値が高い技を出した直後に「ストームブリンガー」を決めると、投げ技にもかかわらず決めた直後に相手が気絶したり、「ムーンスラッシャー」を出してからこの技を決めると、一撃で相手を倒しかねないほどのダメージを与えることもある（超必殺技である「ファイナルブリンガー」も同様）。『'94』当時はバグ技の扱いであったが、その後のシリーズでは「ムーンスラッシャー」後に若干ダメージが上がるという仕様になっている。
『'98』では、相手を掴むまでに無敵時間が存在するが、その有効時間は極端に短いため、実用が難しい。
『XIV』のEX版は相手のパワーゲージを減少させるが、自身のパワーゲージを回復させる効果はない。

ネックローリング
相手に飛びかかり、捕えた相手の首を掴んですばやく連続回転しながら切り裂く。ある程度、相手の位置を捕捉する能力を持ち、空中の相手も捕獲できる（「ファイナルブリンガー」も同様）。打撃技扱いなのでガード可能だが、『2002UM』では投げ判定となり、ガード不能である（ただし、対地上の投げ技であるため、空中の相手には無効）。『XIV』では削除された。
『'94』と『'95』ではガードされても反撃は受けないが、『'98』と『2001』は隙が大きくなり反撃を受けやすくなった。
基本的に相手の飛び道具やジャンプなどを先読みし、奇襲に使う。
キリングブリンガー
『'98』から使用。手の平を相手に向けてかざす構えを取り、この状態で攻撃を受けると、相手を垂直に放り投げてから手刀で突き刺す、カウンター技。カウンターの判定が発生するまでに時間がかかり、足元への攻撃に対しては無効。強よりも弱の方が若干発生が早い。この技も「ムーンスラッシャー」を空振り後に決めるとダメージが上昇する仕様になっている。
リメイク版『'98UM』ではカウンター判定の発生が速くなり、『2001』以前より使いやすくなった。『2002UM』では再び発生が遅くなった。
「ネックローリング」同様、『XIV』では削除されている。
スティンガー
『XIV』から使用。腕を斜め上に伸ばしながら相手をふっ飛ばし、受身不能のダウンを奪う。モーションは『'98』のふっ飛ばし攻撃と同じ。
アサルトセイバー
『XIV』から使用。姿を消して突進後、相手の背後に回りながら足元を手刀で攻撃する。

### 超必殺技
ファイナルブリンガー
「ネックローリング」と同じモーションで飛びかかり、相手を捕えると、「ストームブリンガー」の要領で攻撃し、奪った体力は自分に還元される。攻撃中は、ハイデルンの腕の周りから光が連続で飛び交う、派手な演出となる。やはり「ムーンスラッシャー」空振り後に出すとダメージが上昇する。『'95』までは地面を跳ねる直前まで全身無敵時間が存在するが、『'98』以降は無敵時間が一切存在しない。飛び掛かる瞬間に「Go to hell!」と叫ぶ。
ハイデルンエンド
『'98』にて追加された超必殺技。相手めがけて突進し、手刀を突き刺して爆破させる。爆発した相手は吹き飛びダウンし（ダウン回避不可）、ハイデルンは腕を揺らして体勢を整える。技の性質はレオナの「リボルスパーク」に似ているが、手刀を引き抜かずにそのまま爆破させる点が異なる。出がかりに若干の無敵時間があるが、基本的には連続技に用いる。攻撃判定の発生は、弱の方が早い。
『XIV』ではMAX版になると演出が変化し、相手に手刀を突き刺したまま持ち上げ、数回に渡って爆発の衝撃を与えて吹き飛ばす。
ハイデルンスラッシュ
『XIV』にて追加された超必殺技。手刀を振り上げて、回転する円状の衝撃波を飛ばす。衝撃波が出ている最中は、自身も動けるので様々な追撃が可能。

### MAX2
カリバーン
『2002UM』にて追加された超必殺技。発動したのが、近距離と遠距離とで技の性質が異なる。
近距離立ち強パンチと同じモーションから、遠距離では多段ヒットする縦に長い衝撃波を画面端まで飛ばし、近距離では敵の背後を突き抜ける衝撃波を相手に直接放つ。なお、近距離で出した場合、ガード不能。また、ダメージは遠距離からの衝撃波を全てヒットさせた時よりも、近距離で相手に直接決めた方が高い。

### CLIMAX超必殺技
ゲイボルグ
『XIV』にて追加された超必殺技。「ファイナルブリンガー」と同じモーションでジャンプして相手の首を捻りつつ飛び越え、背後から相手の腰に手刀を突き刺し、赤い気を送り込みながら持ち上げて「Go to Heaven!!」の掛け声と共に炸裂させて吹き飛ばす。
基本的な部分は従来の「ファイナルブリンガー」と共通するが、自身の体力を回復させる効果はなく、「ファイナルブリンガー」と違って移動投げになっている。

## 登場作品
- 参戦
  - ザ・キング・オブ・ファイターズ'94
  - ザ・キング・オブ・ファイターズ'95
  - ザ・キング・オブ・ファイターズ'98
  - ザ・キング・オブ・ファイターズ'98 アルティメットマッチ
  - ザ・キング・オブ・ファイターズ2001
  - ザ・キング・オブ・ファイターズ2002 アンリミテッドマッチ
  - ザ・キング・オブ・ファイターズXIV（DLCキャラクター）
  - ザ・キング・オブ・ファイターズXV
- デモ・背景出演等
  - ザ・キング・オブ・ファイターズ'96
  - ザ・キング・オブ・ファイターズ'99
  - ザ・キング・オブ・ファイターズ2000（アーケード版ではデモ出演のみだが、PS2版ではマニアックストライカーとして登場）
  - ザ・キング・オブ・ファイターズ2002
  - CAPCOM VS. SNK 2
  - SNK VS. CAPCOM 激突カードファイターズシリーズ（個別キャラクターカードが存在）

## 担当声優
- 新居利光（『KOF'94』 - 『KOF 2002』までの各種作品）
- 山岸治雄（『KOF XIV』以降の各種作品）

## 関連人物
- ラルフ・ジョーンズ - 部下
- クラーク・スティル - 部下
- レオナ・ハイデルン - 部下（養女）
- ウィップ - 部下（一時期脱退していたが、現在は原隊復帰している）
- ルガール・バーンシュタイン - 妻子の命と自身の右目を奪った仇敵
- 草薙柴舟 - 『KOF'98』でのチームメイト
- タクマ・サカザキ - 『KOF'98』『KOF 2002UM』でのチームメイト
- 鎮元斎 - 『KOF 2002UM』でのチームメイト
- セス - 調査の合作
- K'  - ネスツ壊滅後に合作
- マキシマ  - ネスツ壊滅後に合作
- イスラ - 『KOF XV』でのチームメイト
- ドロレス - 調査の合作、『KOF XV』でのチームメイト